# Residenset i Umeå
Residenset är en byggnad vid Storgatan i Umeå, som inrymmer bostads- och representationslokaler för landshövdingen i Västerbottens län . Byggnaden förvaltas av Statens fastighetsverk  och är byggnadsminne sedan 1974 . 

## Historia
Umeå blev residensstad i det nybildade Västerbottens län redan på 1600-talet. Det första residenset byggdes ett stycke öster om kyrkan, på den så kallade Herrtomten vid älven, ungefär på samma plats som den nuvarande byggnaden. På 1820-talet byggdes ett separat bostadshus för landshövdingen, och på 1850-talet uppfördes även ett landsstatshus i Döbelns park. Samtliga dessa byggnader förstördes vid stadsbranden 1888.
Efter branden fick arkitekten Fredrik Ekholm uppdraget att rita ett nytt residens. Sedan han avlidit fortsattes arbetet av Ludwig Peterson.
Den nya fastigheten uppfördes under åren 1891–1894, och bestod till en början av en rak länga parallellt med Storgatan. En tillbyggnad bestående av två flyglar uppfördes 1935, ritade av Denis Sundberg.
Arkitekterna gav fasaderna en stram italiensk renässansdräkt för att lyfta fram byggnadernas representativa funktion. Bostadsvåningens paradsvit och de viktigaste arbetsrummen lades med utsikt mot residensparken och älven, medan mindre betydelsefulla utrymmen lades mot norr. Bakom den jämna fönsterraden på entréfasadens övervåning fanns därför ursprungligen inga praktsalar, utan bland annat trapphus, kök, skafferi, vinkammare och sovrum.